# Grotte de l'Éléphant (Gourdan-Polignan)
La grotte de l'Éléphant, ou grotte de Gourdan, est une grotte ornée située sur le territoire de la commune française de Gourdan-Polignan, dans le département de la Haute-Garonne, en région Occitanie. Elle a été occupée à l'Aurignacien, au Magdalénien et à l'Azilien. Ses gravures pariétales sont notables par leur position assez rapprochée de l'entrée de la grotte pour être éclairées par la lumière naturelle, en association avec un habitat.

## Situation
La grotte de l'Éléphant se trouve sur le flanc ouest du mont Bouchet, ce dernier situé immédiatement au sud de la confluence de la Neste, venant de l'ouest, avec la rive gauche de la Garonne, venant du sud. Avec ses 497 m d'altitude, le mont domine de quelque 75 m la confluence à environ 420 m d'altitude.
La grotte est à 2,8 km au nord-est des grottes de Gargas.

## Historique
La grotte de l'Éléphant est rendue publique en 1871, au moment des fouilles réalisées entre 1871 et 1874 par Édouard Piette.
Des peintures et des gravures pariétales y sont identifiées en 1989,. Comme la grotte de Montconfort, elle est caractérisée par son art pariétal éclairé par la lumière naturelle et associé à un habitat.

## Archéologie
Le matériel archéologique recueilli montre une occupation magdalénienne à tendance azilienne.

## Protection
La grotte est classée au titre des monuments historiques par arrêté du 9 mars 2015. 

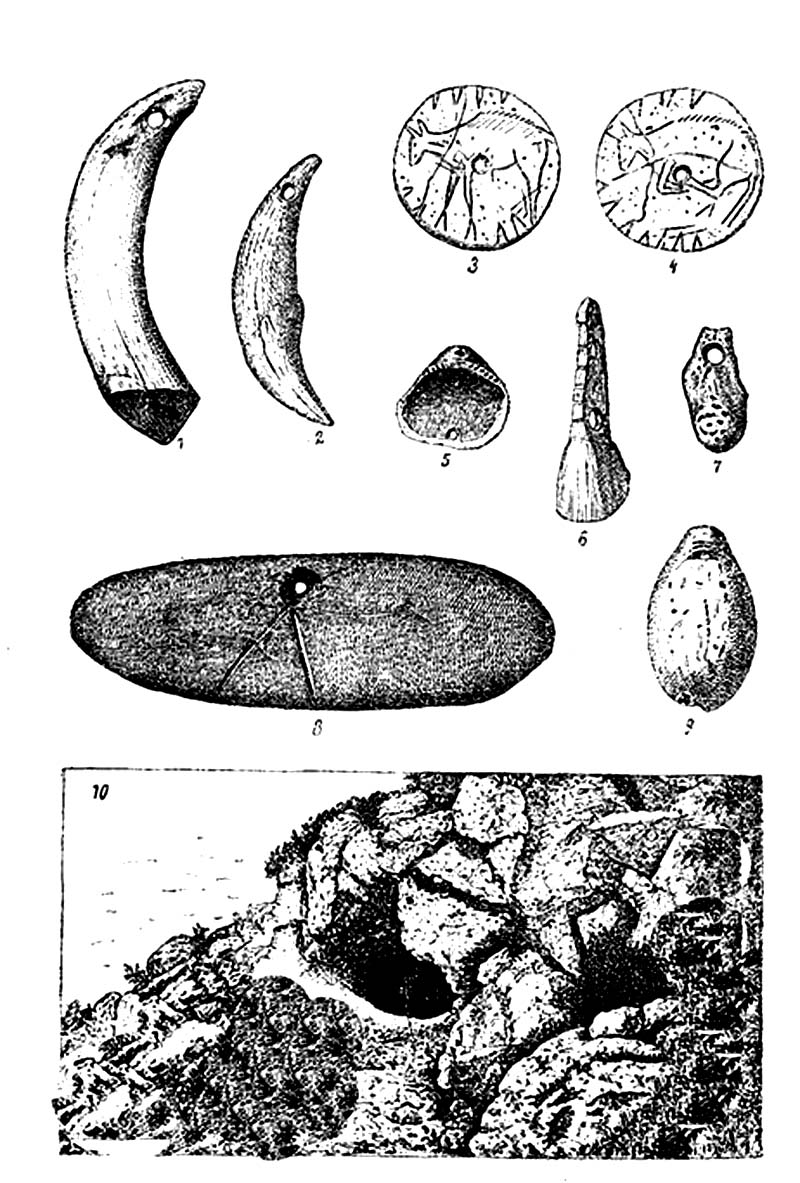
Grotte de l'Éléphant.
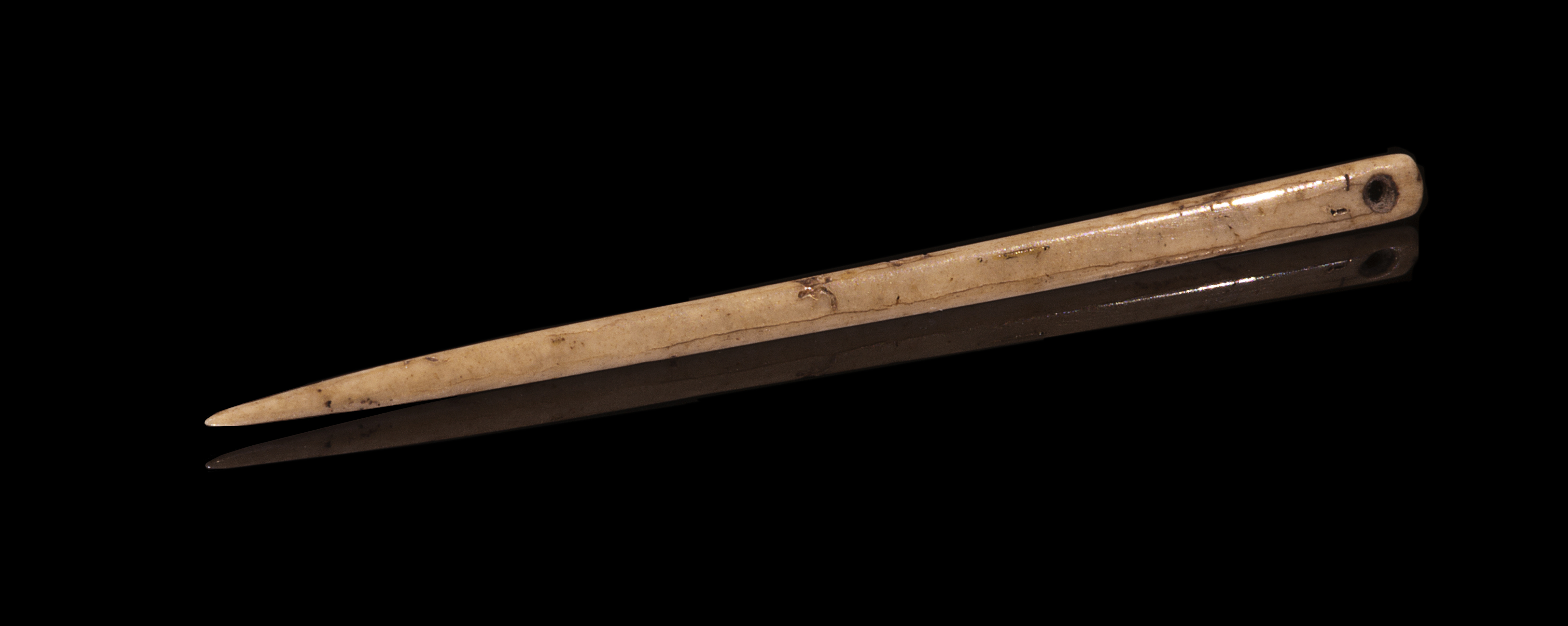
Aiguille en os.

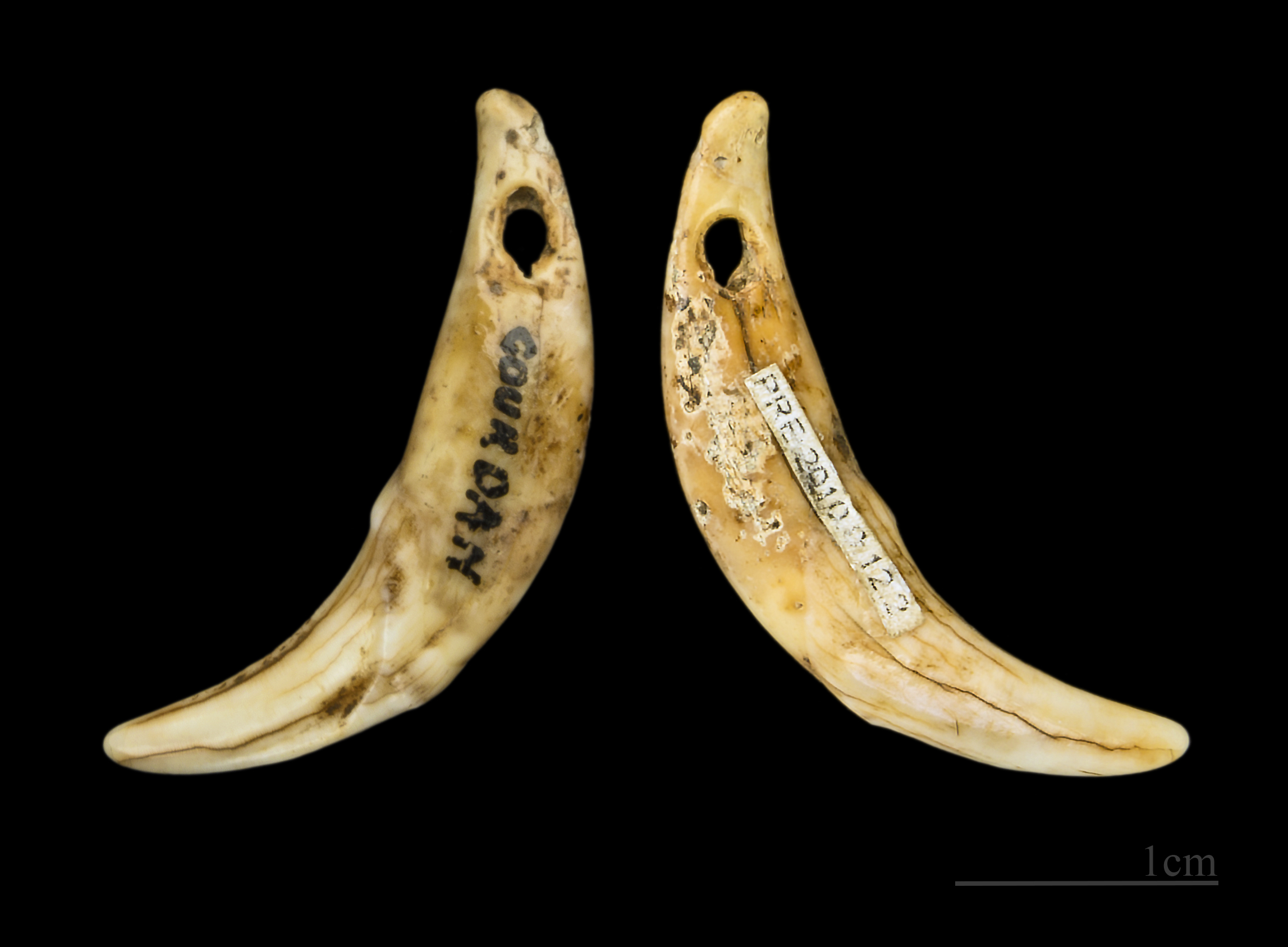
Canine percée.
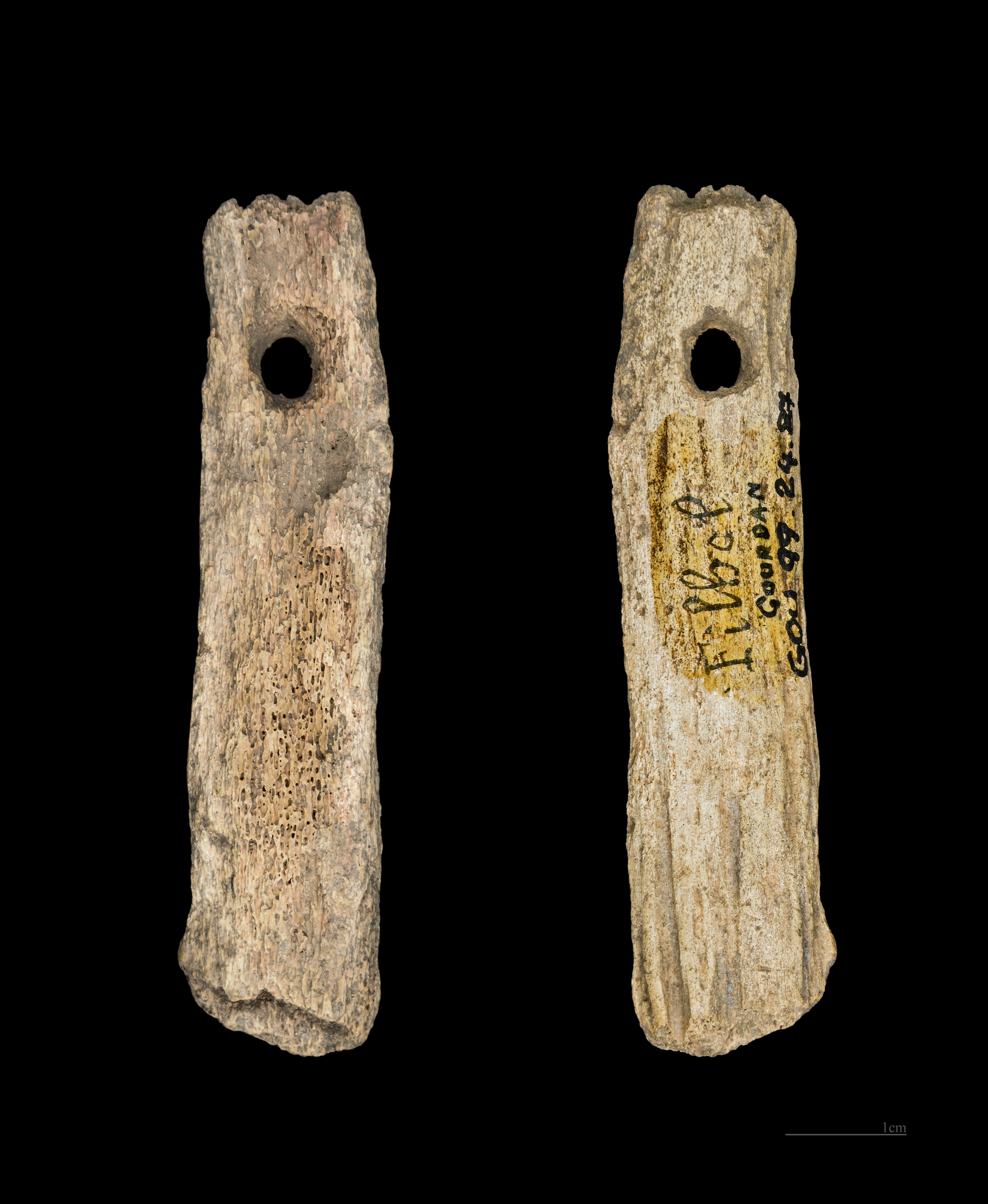
Pendeloque en bois de renne.